# 氏家行広
氏家 行広（うじいえ ゆきひろ）は、戦国時代から江戸時代初期にかけての武将・大名。氏家氏14代当主。官位は従五位下・内膳正。

## 生涯
氏家氏は宇都宮氏の庶流。元亀2年（1571年）、父・氏家直元（卜全）が伊勢長島攻めで戦死した後、家督は兄・直昌が継ぎ、引き続き織田信長に仕えた。
本能寺の変後、氏家氏は織田信孝に属したが、信孝が羽柴秀吉と対立すると秀吉方へ味方し、以降は秀吉に仕える。この前後に兄が病死し、天正11年（1583年）に行広が家督を継ぎ、美濃国三塚1万5,000石に移封される。天正16年（1588年）、従五位下・内膳正に叙任。その後、小田原征伐などで軍功を挙げ、天正18年（1590年）、伊勢国桑名2万2,000石に加増移封された。
慶長3年（1598年）8月、秀吉の死に際して遺物国俊の刀を受領。
慶長5年（1600年）の会津征伐では徳川家康軍に合流するため東向中であったが、道中で石田三成挙兵の報を聞くと家康に断りを入れた上で伊勢に帰還、豊臣秀頼が幼少であることを理由に家康方・三成方いずれにも呼応せず中立の立場を取った。しかし桑名に西軍勢力が及んできたため中立の立場を維持できず、やむなく弟の行継と共に西軍に与し、伊勢路を防衛した。このため関ヶ原の戦い後、家康の命で改易されて浪人となる。
慶長19年（1614年）からの大坂冬の陣では荻野道喜と変名を用い大坂城に入城し豊臣氏に与して活躍した。家康は行広の器量を惜しんで仕官を呼びかけたが応じなかったという。翌年の大坂夏の陣のとき、大坂城落城と共に自刃した。彼の4人の子のうち三男以外は京に逃れたが、京都所司代の配下に捕らえられ、同年7月、妙覚寺にて自刃に追いやられている。三男のみは天海の弟子となっており、助命された。

## 系譜
- 父：氏家直元（卜全）
- 母：不詳
- 妻：松雲院 - 京極高吉娘、京極高次の妹
  - 女子：古奈 - 常高院養女
- 生母不明の子女
  - 長男：左近
  - 次男：内記
  - 男子：名前不詳、出家
  - 男子：八丸
  - 女子：京極高次養女 - 今出川経季室